# Ted Wilde
Ted Wilde (n. 16 decembrie 1889, New York City, New York, SUA – d. 17 decembrie 1929, Hollywood, California, SUA) a fost un scenarist și regizor de comedie din timpul erei filmelor mute, deși a regizat și două filme vorbite lansate în 1930. S-a născut în New York City, New York. Cariera sa a început ca membru al personalului scenaristului Harold Lloyd. Ultimul său film ca regizor a fost Clancy in Wall Street. A murit din cauza unui accident vascular cerebral la Hollywood, la vârsta de 40 de ani, și a fost îngropat în Forest Lawn Memorial Park Cemetery, Glendale, California.

## Premii
A fost nominalizat pentru Premiul oscar pentru cel mai bun regizor pentru un film de comedie, dar nu a câștigat, la prima ediție a premiilor Oscar pentru filmul Speedy (film).

## Filmografie
- The Goofy Age (1924)
- Battling Orioles (1924)
- The Haunted Honeymoon (1925)
- A Sailor Papa (1925)
- Babe Comes Home (1927)
- The Kid Brother (1927)
- Speedy (1928)
- Clancy in Wall Street (1930)
- Loose Ankles (1930)

## Legături externe
- Ted Wilde la Internet Movie Database